# لیلانی لینی
لیلانی لینی (انگلیسی: Leilani Leeane؛ زاده ۱ اکتبر ۱۹۹۲) نام هنری  مدل و بازیگر پیشین پورنوگرافی آمریکایی است.